# Yasuhikotakia caudipunctata
Yasuhikotakia caudipunctata är en fiskart som först beskrevs av Isao Taki och Doi, 1995.  Yasuhikotakia caudipunctata ingår i släktet Yasuhikotakia och familjen nissögefiskar. IUCN kategoriserar arten globalt som livskraftig. Inga underarter finns listade i Catalogue of Life.